# Sīārastāq
Sīārastāq (persiska: سیارستاق) är en ort i Iran.   Den ligger i provinsen Gilan, i den norra delen av landet, 150 km nordväst om huvudstaden Teheran. Sīārastāq ligger 1 764 meter över havet och antalet invånare är 139.
Terrängen runt Sīārastāq är mycket bergig. Runt Sīārastāq är det ganska tätbefolkat, med 111 invånare per kvadratkilometer. Närmaste större samhälle är Akūjān, 19,2 km sydväst om Sīārastāq. Trakten runt Sīārastāq består i huvudsak av gräsmarker.